# سارة عبد الغني
سارة عبد الغني (18 أبريل 1993 -)، ممثلة مصرية تعيش في الكويت. مثلت بالعديد من المسلسلات الخليجية المعروفة باسم بنات الثانوية.

## المسلسلات
- بنات الثانوية.
- واي فاي.
- مطلقات صغيرات.
- ريحانة.
- حريم ابوي.
- مسلسل يمعة اهل.